# Pierre Auguste Bertin
Pierre Auguste Bertin (* 13. Februar 1818 in Besançon; † 20. August 1884 in Pargots bei Morteau) war ein französischer Physiker.
Er war ab 1848 Professor in Straßburg. 1866 wurde er Subdirector und Lehrer an der École normale in Paris und Professor für Physik am Polytechnikum in Paris.
Er war Mitarbeiter an den Annales des Chimie et Physique.

## Veröffentlichungen
- Opuscules de physique et de météorologie; Strassburg, 1861 (bei Amazon.fr)

| Personendaten    | Personendaten          |
| ---------------- | ---------------------- |
| NAME             | Bertin, Pierre Auguste |
| KURZBESCHREIBUNG | französischer Physiker |
| GEBURTSDATUM     | 13. Februar 1818       |
| GEBURTSORT       | Besançon               |
| STERBEDATUM      | 20. August 1884        |
| STERBEORT        | Pargots bei Morteau    |